# Lázaro Ibarreche
Lázaro Ibarreche (* 1894 in Irún, Spanien; † 1959 in Mexiko-Stadt, Mexiko) war ein spanischer Fußballspieler in Mexiko.

## Biografie
Durch die Auswanderung seiner Eltern kam Lázaro Ibarreche bereits als Kleinkind nach Mexiko, wo er den Rest seines Lebens verbrachte.
Er wurde Mitglied beim in Mexiko-Stadt beheimateten Club España, einem Verein spanischer Immigranten in Mexiko, in dessen Fußballmannschaft er im Angriff wirbelte und zwischen 1915/16 und 1919/20 fünfmal in Folge Torschützenkönig der Primera Fuerza wurde. Nach 1920 hatte er den Zenit seiner Karriere überschritten und musste in den folgenden drei Spielzeiten häufig auf der Ersatzbank Platz nehmen, bevor er am Saisonende 1922/23 seine aktive Karriere beendete und eine Eisenwarenkette mit Niederlassungen in Mexiko-Stadt, Puebla und Torreón gründete.
Lázaro Ibarreche starb 1959 in Mexiko-Stadt.